# Falconidae
I Falconidi (Falconidae Vigors, 1824) sono una famiglia di uccelli rapaci, unica famiglia vivente dell'ordine Falconiformes.

## Descrizione
Sono uccelli di taglia medio-grande, con un'apertura alare variabile da 55 a oltre 125 cm, e con un peso da 28 a 2100 g; si caratterizzano per un becco più largo e più robusto di quello degli accipitriformi, contraddistinto dal cosiddetto «dente di falco», una sporgenza sul ramo superiore che s'inserisce perfettamente in un sottostante incavo del ramo inferiore. I falconini sono uccelli robusti, con ali appuntite, artigli affilati e piumaggio che va dal marrone al nero, striato o chiazzato, mentre i caracara sono più piccoli, con collo e gambe più lunghi, artigli più spessi e tozzi, ali più arrotondate, un capo semi-glabro, spesso colorato in modo vivace.
Le femmine sono in genere più grandi dei maschi (dimorfismo sessuale), e in alcune specie esibiscono anche un becco più robusto. Il piumaggio di entrambi i sessi è simile.

## Biologia

### Alimentazione
La maggior parte dei falconidi sono carnivori, sebbene alcune specie (come, per esempio, il caracara testagialla) includono nella loro dieta anche materia vegetale, come i frutti. Alcune specie sono molto specializzate, prediligendo un determinato tipo di preda, come il falco sghignazzante, che si nutre quasi esclusivamente di serpenti; ma la maggior parte si orienta opportunisticamente verso una più ampia varietà di prede, inclusi mammiferi (sino alle dimensioni di un agnello), uccelli, serpenti, sauri, testuggini, rane, pesci, crostacei e insetti. Parecchie specie sono necrofaghe, cioè si nutrono di carogne, altre sono cleptoparassite, cioè rubano le prede ad altri uccelli, come gabbiani, pellicani o altri rapaci.
La maggior parte dei falconidi cattura le prede in volo o tendendo agguati da un posatoio nascosto, ma sono note anche altre tecniche di caccia. Ad esempio, il falco aplomado (Falco femoralis) adotta strategie di caccia cooperativa con i suoi simili, per stanare e catturare piccoli uccelli. Alcune specie di caracara camminano sul terreno per catturare insetti e altri artropodi. Il caracara testagialla (Milvago chimachima) sta spesso appollaiato sul dorso dei bovini o di altri grossi mammiferi, per nutrirsi di zecche e altri parassiti.
I falconidi non uccidono con gli artigli, ma con il forte becco dentellato superiormente. Il colpo del becco, che di solito è immediatamente mortale, mira alle vertebre del collo. La separazione delle vertebre in questo punto è sufficiente per paralizzare e stordire all'istante la vittima.

### Riproduzione
Sebbene le abitudini riproduttive di alcune specie siano poco note, si ritiene che la maggior parte dei falconidi sia monogama.
Con l'eccezione dei caracara, che costruiscono rudimentali nidi di ramoscelli rivestiti con materiali più morbidi come corteccia o lanugine, la maggior parte dei falconidi si limita a deporre le uova in anfratti nella roccia, in cavità degli alberi, talora anche in aree remote degli edifici urbani. Alcune specie sono solite appropriarsi dei nidi di altri uccelli.
La femmina solitamente presidia il nido e accudisce la prole, mentre il maschio si occupa di procacciare le prede.

## Distribuzione e habitat
La famiglia ha una distribuzione cosmopolita, essendo presente in tutti i continenti eccetto l'Antartide. In Africa e Sud America si concentra la maggiore biodiversità.
Popola ogni tipo di habitat, dai deserti alle foreste tropicali.

## Tassonomia
La famiglia Falconidae fu introdotta dallo zoologo inglese William Elford Leach in una guida ai contenuti del British Museum, pubblicati nel 1820.

### Famiglie
Tradizionalmente, i rapaci erano raggruppati in quattro famiglie nell'ordine dei Falconiformes, ma molti pensavano che questo gruppo fosse parafiletico e non condividessero un antenato comune con l'esclusione di tutti gli altri uccelli.
Innanzitutto, molteplici linee di prova negli anni '70 e '80 suggerivano che gli avvoltoi del Nuovo Mondo, i Cathartidae, fossero più strettamente legati alle cicogne e agli aironi (Ciconiiformi), sebbene studi più recenti li collochino anche all'esterno di quel gruppo. Di conseguenza, gli avvoltoi del Nuovo Mondo sono ora spesso elevati al rango di ordine, Cathartiformes, indipendente e non strettamente associato né ai rapaci né alle cicogne o agli aironi. Nel 2007, la checklist nordamericana dell'American Ornithologists' Union portò Cathartidae nella posizione di comando in Falconiformes, ma con un asterisco che indichi che è un taxon "probabilmente mal riposto nella lista filogenetica corrente, ma per cui i dati che indicano il posizionamento corretto non sono ancora disponibili".
In Europa, è diventato comune dividere in due i rimanenti rapaci: i falchi e i caracara rimangono nell'ordine Falconiformes (circa 60 specie in 4 gruppi) e le restanti 220 specie dispari (tra cui gli Accipitridae, ossia aquile, poiane, avvoltoi del vecchio mondo, ecc.) sono messi nel separato ordine Accipitriformes. Una famiglia preistorica non ancora classificata e conosciuta solo da fossili sono gli Horusornithidae.
In accordo con la scissione di Falconiformi e Accipitriformi, l'analisi comparativa del genoma pubblicata nel 2008 ha suggerito che i falchi sono più strettamente legati ai pappagalli e ai passeriformi che agli altri uccelli, inclusi gli Accipitridi, rendendo così i Falconiformi polifiletici, anche se i Cathartidi rimangono esclusi. Effettivamente, un'analisi del 2011 di inserimenti di elementi trasponibili condivisi tra i genomi di falchi, passeriformi e pappagalli, ma non presente nei genomi di altri uccelli, ha confermato che i falchi sono un gruppo gemello del gruppo di pappagalli/passeri, ed insieme formando il clade Eufalconimorphae.

### Sottofamiglie
Il clade Falconidae è composto da tre rami principali: i falchetti e veri falchi, i caracara e i falchi della foresta. Esistono diverse correnti di pensiero sul modo in cui questi generi vadano raggruppati nelle rispettive sottofamiglie. Inoltre, il posizionamento del falco sghignazzante (Herpetotheres) e il falchetto alimacchiate (Spiziapteryx) varia a seconda dell'autore.
Un approccio comune è utilizzare le due sottofamiglie Polyborinae e Falconinae. La prima contiene i caracaras, i falchi delle foreste e il falco sghignazzante. Tutte le specie in questo gruppo sono originarie delle Americhe.
Tuttavia, la composizione di Falconidae è contestata e Polyborninae non compare negli elenchi di controllo degli American Ornithologists'Union per gli uccelli del Nord e del Sud America prodotti dai Comitati di Classificazione (NACC e SACC). La check-list degli uccelli del Nord America considera il falco sghignazzante un vero falco (Falconinae) e sostituisce Polyborinae con Caracarinae e Micrasturinae. D'altra parte, la lista di controllo degli uccelli sudamericani classifica tutti i caracara come veri falchi e inserisce i falchi e i falchi della foresta nella sottofamiglia Herpetotherinae.
Basandosi sulla ricerca genetica dalla fine degli anni '90 al 2015, Boyd utilizza stabilisce tre sottofamiglie. Colloca il falco sghignazzante (Herpetotheres) tra i falchi delle foreste (Micrastur) in Herpetotherinae (simile alla classificazione SACC). Caracarinae è separato (simile alla classificazione NACC), ma contiene anche il falchetto alimacchiate (Spiziapteryx). Gli altri falchi vengono posizionati in Falconinae.
Falconinae, nella sua classificazione tradizionale, contiene falchi, falchetti e falchi pigmei. A seconda dell'autore, Falconinae può anche includere i caracara e/o il falco sghignazzante. Boyd divide ulteriormente i Falconinae in due tribù: i Polyhieracini contenenti i falchetti Microhierax, più i Falconini contenenti il genere Falco. Il falco pigmeo e il falco pigmeo orientale sono divisi in generi separati (Polyhierax e Neohierax), con il primo in Polyhieracini e il secondo in Falconini.

### Genera in ordine tassonomico
Famiglia: Falconidae

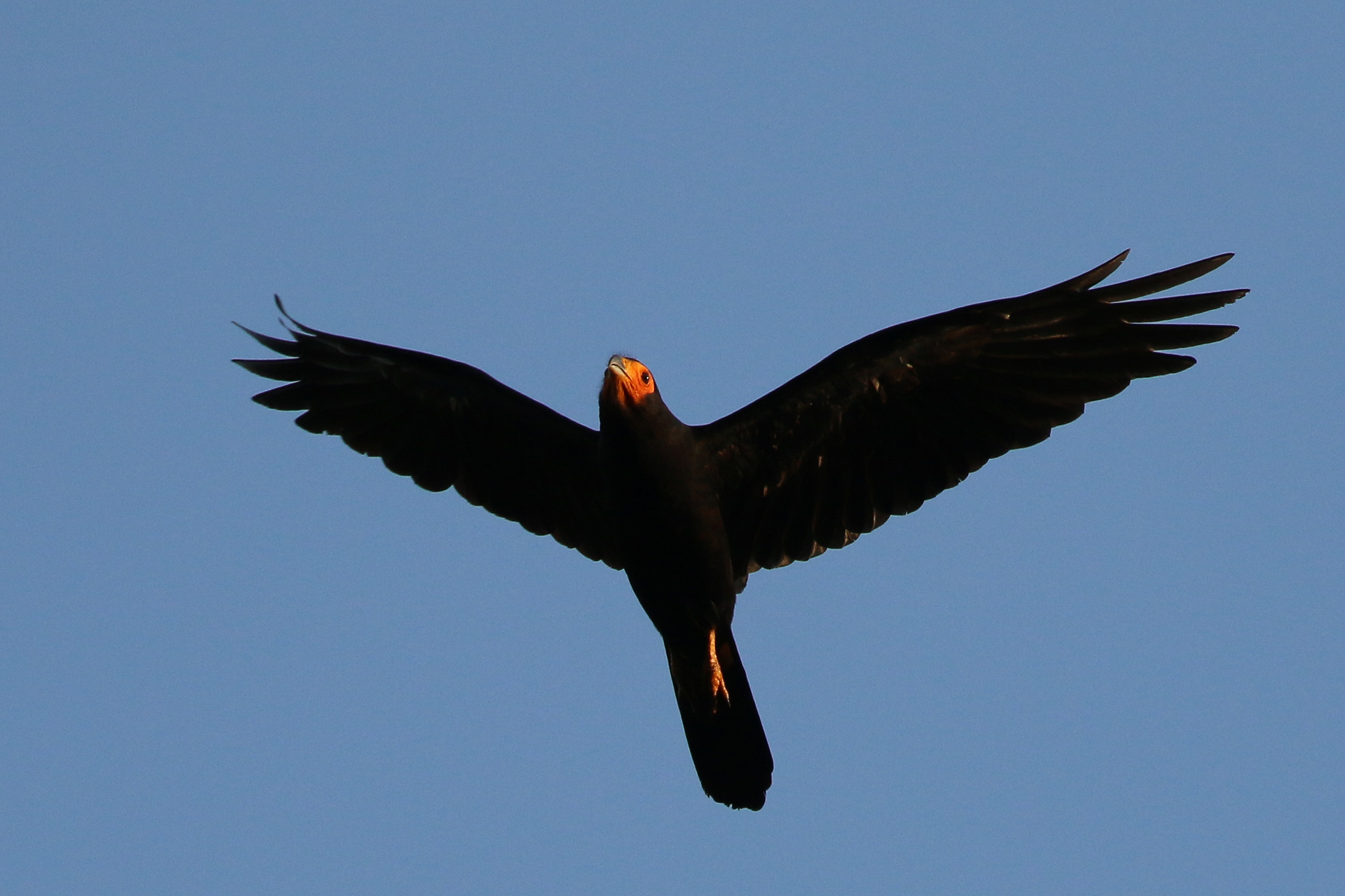
Caracara nero (Daptrius ater)

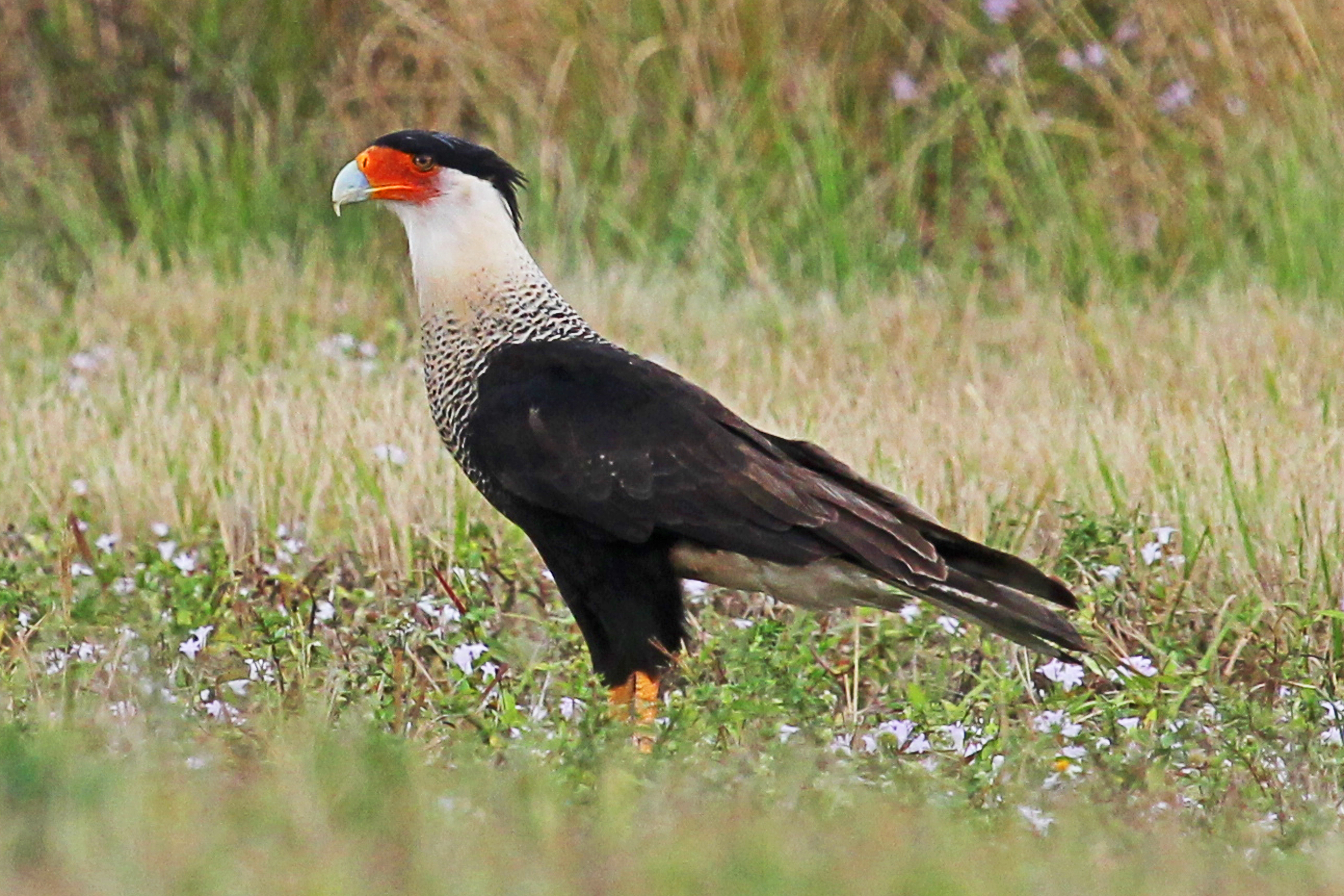
Caracara crestato (Caracara cheriway)

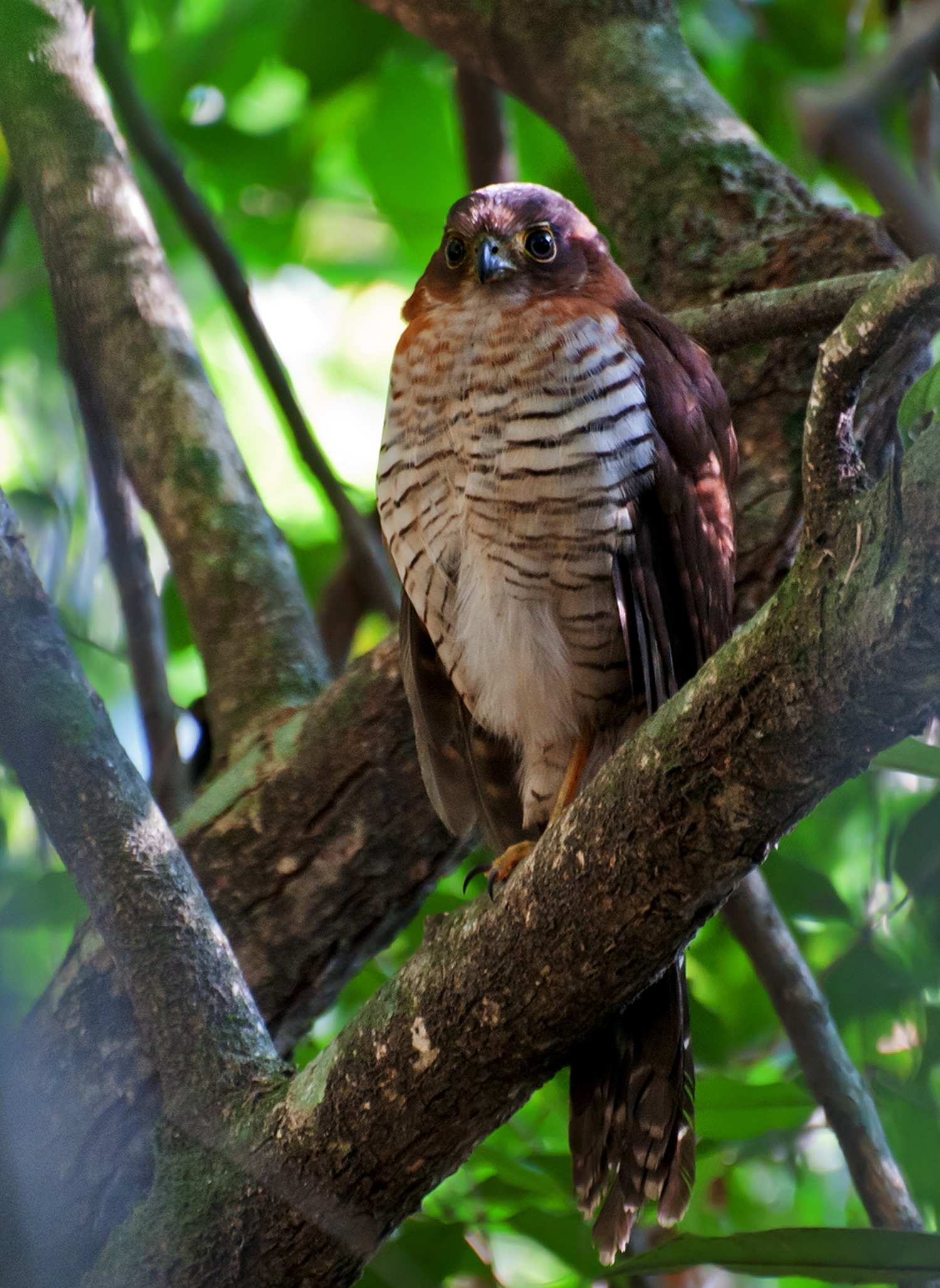
Falco di foresta barrato (Micrastur ruficollis)

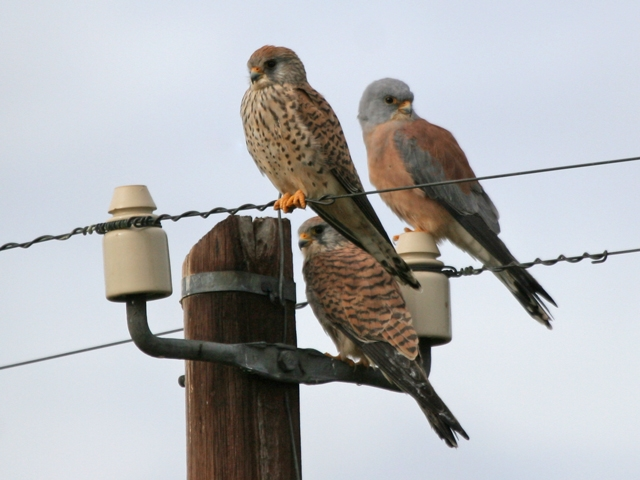
Grillaio (Falco naumanni)

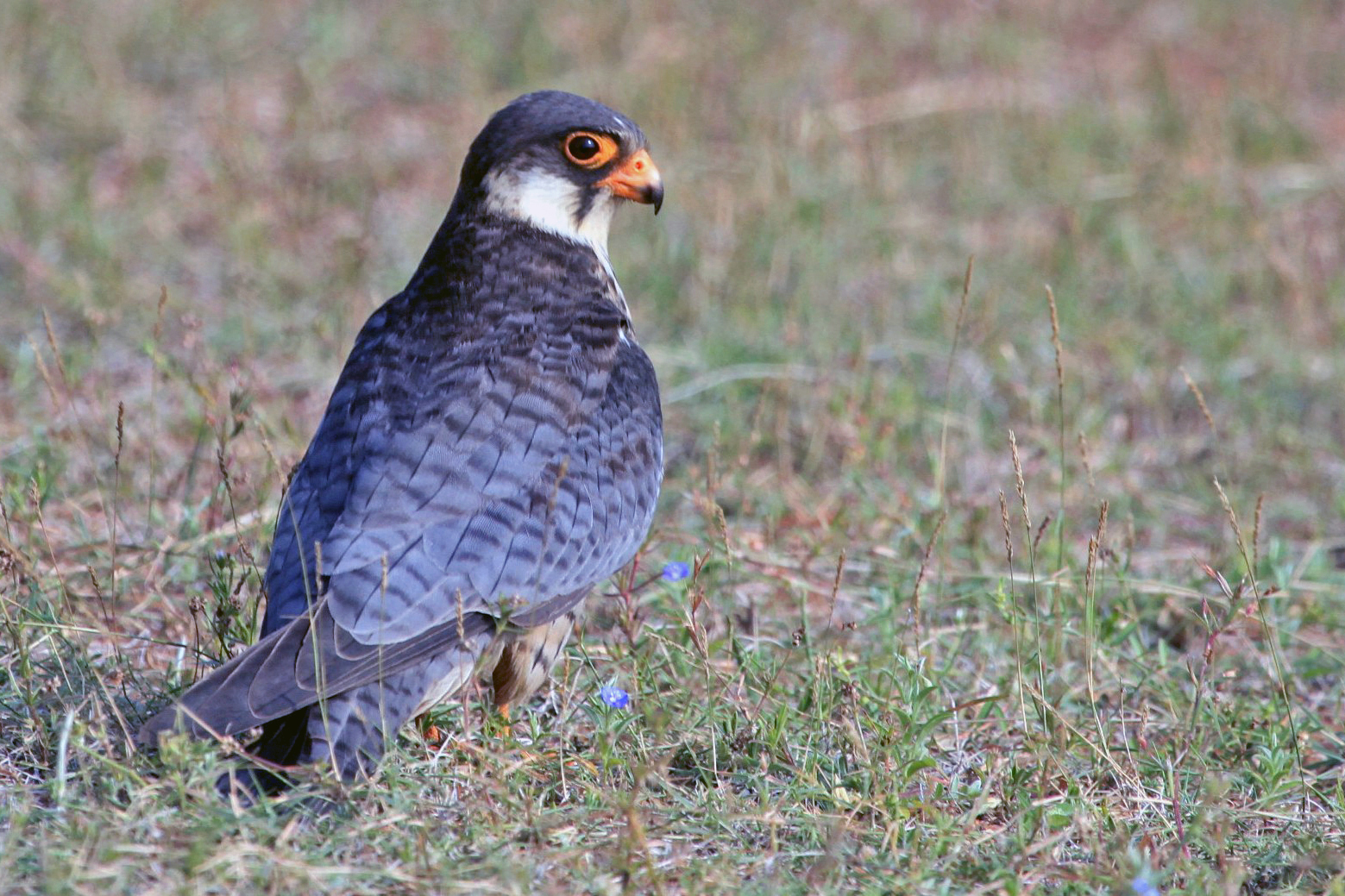
Falco dell'Amur (Falco amurensis)

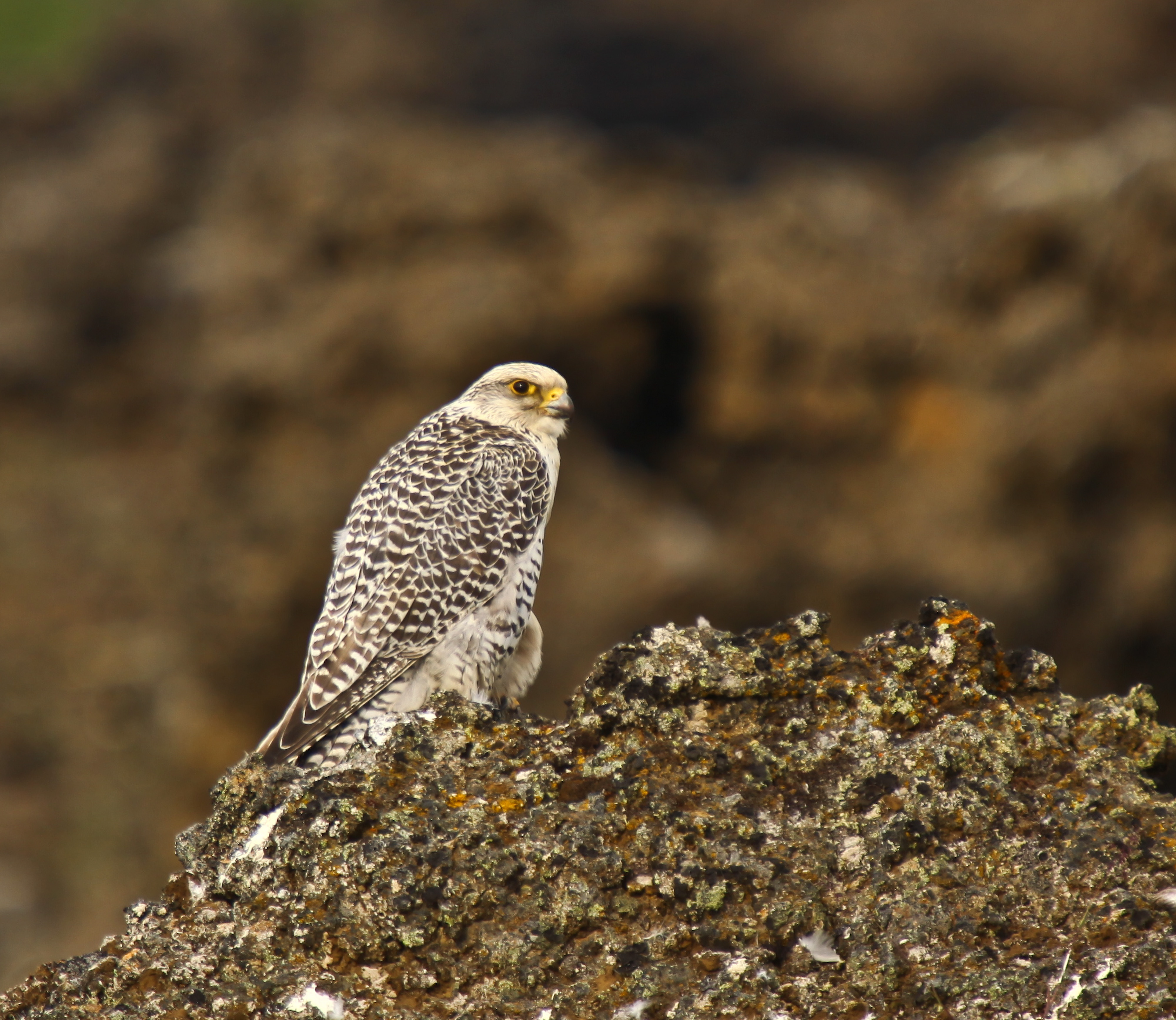
Girfalco (Falco rusticolus)

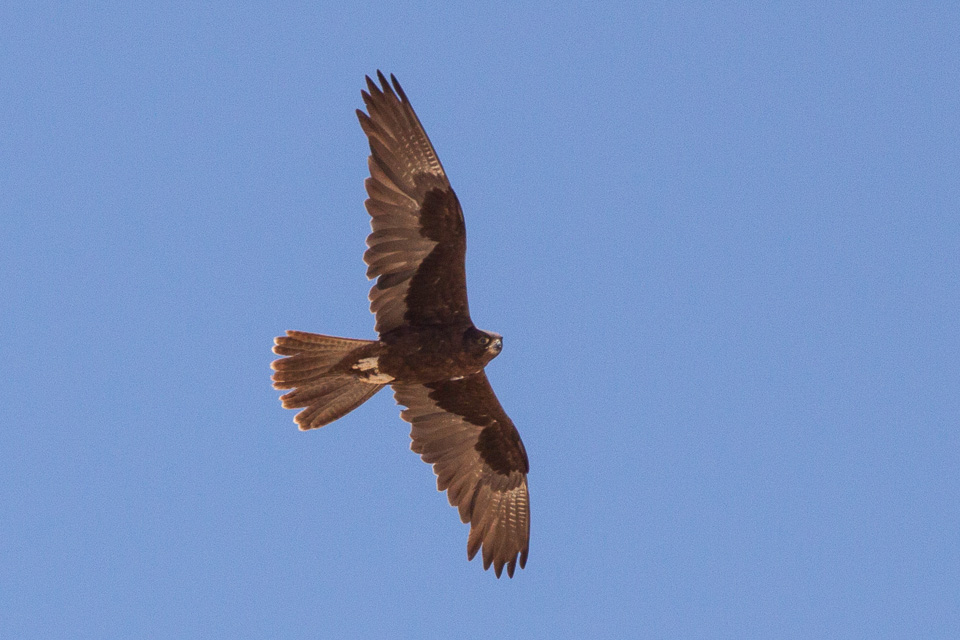
Falco nero (Falco subniger)

Sottofamiglia Caracarinae d'Orbigny, 1837
- Genere Daptrius
  - Daptrius ater Vieillot, 1816 - caracara nero

- Genere Ibycter
  - Ibycter americanus (Boddaert, 1783) - caracara golarossa

- Genere Phalcoboenus
  - Phalcoboenus carunculatus Des Murs, 1853 - caracara caruncolato
  - Phalcoboenus megalopterus (Meyen, 1834) - caracara montano
  - Phalcoboenus albogularis (Gould, 1837) - caracara golabianca
  - Phalcoboenus australis (Gmelin, JF, 1788) - caracara striato

- Genere Caracara
  - Caracara cheriway (Jacquin, 1784) - caracara crestato
  - † Caracara lutosa (Ridgway, 1876) - caracara di Guadalupe
  - Caracara plancus (Miller, JF, 1777) - caracara meridionale

- Genere Milvago
  - Milvago chimachima (Vieillot, 1816) - caracara testagialla
  - Milvago chimango (Vieillot, 1816) - caracara chimango

- Genere Micrastur
  - Micrastur ruficollis (Vieillot, 1817) - falco di foresta barrato
  - Micrastur plumbeus Sclater, WL, 1918 - falco di foresta plumbeo
  - Micrastur gilvicollis (Vieillot, 1817) - falco di foresta golagrigia
  - Micrastur mintoni Whittaker, 2003 - falco di foresta criptico
  - Micrastur mirandollei (Schlegel, 1862) - falco di foresta di Mirandolle
  - Micrastur semitorquatus (Vieillot, 1817) - falco di foresta dal collare
  - Micrastur buckleyi Swann, 1919 - falco di foresta di Buckley

Sottofamiglia Falconinae Leach, 1820
- Genere Herpetotheres
  - Herpetotheres cachinnans (Linnaeus, 1758) - falco sghignazzante

- Genere Spiziapteryx
  - Spiziapteryx circumcincta (Kaup, 1852) - falchetto alimacchiate

- Genere Polihierax
  - Polihierax semitorquatus (Smith, A, 1836) - falco pigmeo africano
  - Polihierax insignis Walden, 1872 -  falco pigmeo orientale

- Genere Microhierax
  - Microhierax caerulescens (Linnaeus, 1758) - falchetto dal collare
  - Microhierax fringillarius (Drapiez, 1824) - falchetto coscenere
  - Microhierax latifrons Sharpe, 1879 - falchetto frontebianca
  - Microhierax erythrogenys (Vigors, 1831) - falchetto delle Filippine
  - Microhierax melanoleucos (Blyth, 1843) - falchetto bianconero

- Genere Falco
  - Falco naumanni Fleischer, JG, 1818 - grillaio
  - Falco tinnunculus Linnaeus, 1758 - gheppio comune
  - Falco rupicolus Daudin, 1800 - falco sudafricano
  - Falco newtoni (Gurney, 1863) - gheppio del Madagascar
  - Falco punctatus Temminck, 1821 - gheppio di Mauritius
  - Falco duboisi † Cowles, 1994 - gheppio di Réunion
  - Falco araeus (Oberholser, 1917) - gheppio delle Seychelles
  - Falco moluccensis (Bonaparte, 1850) - gheppio macchiato
  - Falco cenchroides Vigors & Horsfield, 1827 - gheppio australiano
  - Falco sparverius Linnaeus, 1758 - gheppio americano
  - Falco rupicoloides Smith, A, 1829 - gheppio maggiore
  - Falco alopex (Heuglin, 1861) - gheppio volpino
  - Falco ardosiaceus Vieillot, 1823 - gheppio grigio
  - Falco dickinsoni Sclater, PL, 1864 - gheppio di Dickinson
  - Falco zoniventris Peters, W, 1854 - gheppio fasciato
  - Falco chicquera Daudin, 1800 - falco collorosso
  - Falco vespertinus Linnaeus, 1766 - falco cuculo
  - Falco amurensis Radde, 1863 - falco dell'Amur
  - Falco eleonorae Géné, 1839 - falco della regina
  - Falco concolor Temminck, 1825 - falco fuligginoso
  - Falco femoralis Temminck, 1822 - falco aplomado
  - Falco columbarius Linnaeus, 1758 - smeriglio
  - Falco rufigularis Daudin, 1800 - falco dei pipistrelli
  - Falco deiroleucus Temminck, 1825 - falco pettoarancio
  - Falco subbuteo Linnaeus, 1758 - lodolaio eurasiatico
  - Falco cuvierii Smith, A, 1830 - lodolaio africano
  - Falco severus Horsfield, 1821 - lodolaio orientale
  - Falco longipennis Swainson, 1838 - lodolaio australiano
  - Falco novaeseelandiae Gmelin, JF, 1788 - falco di Nuova Zelanda
  - Falco berigora Vigors & Horsfield, 1827 - Falco bruno
  - Falco hypoleucos Gould, 1841 - falco grigio
  - Falco subniger Gray, GR, 1843 - falco nero
  - Falco biarmicus Temminck, 1825 - lanario
  - Falco jugger Gray, JE, 1834 - falco laggar
  - Falco cherrug Gray, JE, 1834 - falco sacro
  - Falco rusticolus Linnaeus, 1758 - girfalco
  - Falco mexicanus Schlegel, 1850 - falco delle praterie
  - Falco peregrinus Tunstall, 1771 - falco pellegrino comune
  - Falco pelegrinoides Temminck, 1829 - falco di Barberia
  - Falco fasciinucha Reichenow & Neumann, 1895 - falco delle Taita

### Specie e generi fossili
Sono noti i seguenti generi fossili:
- Antarctoboenus (Eocene inferiore dell'Antartide)
- Parvulivenator (Eocene; Inghilterra)
- Stintonornis (Eocene; Inghilterra)
- Badiostes (Miocene; Patagonia, Argentina)
- Falconidae gen. et sp. indet. (Miocene; Chubut, Argentina)
- Falconidae gen. et sp. indet. (Miocene; Argentina)
- Pediohierax (Miocene; Nebraska, USA) – precedentemente noto come Falco ramenta
- Falconidae gen. et sp. indet. (Miocene; Neuquén, Argentina)[17]
- "Sushkinia" pliocaena (Pliocene; Pavlodar, Kazakistan) – assegnare a Falco?